# 왕건반정
왕건의 역성혁명 또는 고려 건국은 918년에 왕건이 태봉의 왕 궁예를 내쫓고 고려를 건국한 것이다. 왕건의 역성혁명으로 쫓겨난 궁예는 지지하는 호족이 있는 곳으로 가던 중에 사망하였으며 궁예의 죽음으로 태봉은 멸망하고, 왕건은 고려를 건국한다.
몇몇 호족들은 궁예를 계속 지지했는데 웅진성에서는 아예 후백제에 투항하는 경우도 있었다. 왕건이 여러 가지 회유책을 썼지만 후백제에 투항하지 않고 왕건에 반대하던 호족들을 통합하는데는 수년의 시간이 걸렸다.